# Windpassing (Gemeinde Grabern)
Windpassing ist eine Ortschaft und eine Katastralgemeinde der Gemeinde Grabern im Bezirk Hollabrunn in Niederösterreich.

## Geografie
Der Ort befindet sich zwischen Mittergrabern und Schöngrabern und ist von der Waldviertler Straße über die Landesstraße L1076 erreichbar, die durch den Ort nach Grund führt. Im Nordosten sammelt sich abfließendes Wasser im Windpassinger Graben, der hier gestaut ist, und mündet bei Hetzmannsdorf in den Gmoosbach.

## Geschichte
Laut Adressbuch von Österreich waren im Jahr 1938 in der Ortsgemeinde Windpassing ein Gastwirt, ein Gemischtwarenhändler, eine Milchgenossenschaft, ein Müller, ein Schmied und mehrere Landwirte ansässig.
Seit 1971 gehört Windpassing zur Großgemeinde Grabern.

## Sehenswürdigkeiten
- Katholische Filialkirche hl. Jakob aus dem Ende des 18. Jahrhunderts, Denkmalschutz (Listeneintrag).
- Traktormuseum Windpassing mit 120 Traktoren, 150 Stationärmotoren, einigen Dampf- und diversen Landmaschinen. Weiters wird eine kleine Schmiede gezeigt.